# Krilóvskaia
|  | Aquest article tracta sobre la capital del districte de Krilóvskaia. Vegeu-ne altres significats a «Krílovskaia». |

Krilóvskaia (rus: Крыловская) és una stanitsa del krai de Krasnodar, a Rússia. Es troba a la confluència del riu Ieia i el seu afluent Vessiólaia. És a 160 km al nord-est de Krasnodar.
Pertanyen a aquesta stanitsa els khútors de Ieia i Kazatxi.